# Wolfgang Fenske
Wolfgang Fenske (* 6. August 1956 in Blumenau, Brasilien) ist ein deutscher evangelischer Pfarrer, Theologe, Lehrer und Autor.

## Leben
Fenske wurde als eines von fünf Kindern des Pfarrers Theodor Fenske (1928–2018) und seiner Frau Gertrud (geb. Steinert; 1926–2016) in einer deutschen Kolonie im brasilianischen Bundesstaat Santa Catarina geboren. Er legte sein Abitur an der Prälat-Diehl-Schule (Gymnasium) im hessischen Groß-Gerau ab. Danach absolvierte er seinen Grundwehrdienst beim Sanitätsbataillon 5 in Rennerod im Westerwaldkreis.
Er studierte Evangelische Theologie an der Kirchlichen Hochschule Wuppertal und der Ruprecht-Karls-Universität Heidelberg (Erstes Theologisches Examen 1985). Im Anschluss wurde er wissenschaftlicher Mitarbeiter an der Ludwig-Maximilians-Universität München. Fenske nahm an dem Münchner Projekt Qumran von Heinz-Wolfgang Kuhn teil und war an den Ausgrabungen in Bethsaida, Israel beteiligt. 1994 wurde er am Neutestamentlichen Institut mit der Dissertation „Und wenn ihr betet ...“ (Mt. 6,5). Gebete in der zwischenmenschlichen Kommunikation der Antike als Ausdruck der Frömmigkeit zum Dr. theol. promoviert. Fenske durchlief das Vikariat in München und habilitierte sich 1998 an der Evangelisch-Theologischen Fakultät mit der Arbeit Die Argumentation des Paulus in ethischen Herausforderungen.
Danach wurde er Lehrstuhlvertreter (1999) und Privatdozent an der LMU München. 2000 arbeitete er als Realschullehrer. 2002 erfolgte seine Ordination zum Pfarrer im Ehrenamt in Nauheim bei Groß-Gerau. Seit spätestens 2010 arbeitet er als Religionslehrer am Gymnasium der Prälat-Diehl-Schule in Groß-Gerau.
Fenske veröffentlichte mehrere Bücher und schrieb Beiträge für theologische Fachzeitschriften wie die Zeitschrift für die Neutestamentliche Wissenschaft. Er ist u. a. Mitglied der Internationalen Gesellschaft für Menschenrechte und von Amnesty International.
Fenske ist verheiratet und hat einen Sohn.

## Schriften (Auswahl)
- „Und wenn ihr betet …“ (Mt. 6,5). Gebete in der zwischenmenschlichen Kommunikation der Antike als Ausdruck der Frömmigkeit. Vandenhoeck & Ruprecht, Göttingen 1997, ISBN 3-525-53373-X.
- Arbeitsbuch zur Exegese des Neuen Testaments. Ein Proseminar. Gütersloher Verlagshaus, Gütersloh 1999, ISBN 3-579-02624-0.
- Und noch ein Jesus! Jesusbücher unter die Lupe genommen. LIT-Verlag, Münster 1999, ISBN 3-8258-4565-6.
- mit Birgit Martin: Brauchte Gott den Verräter? Die Gestalt des Judas in Theologie, Unterricht und Gottesdienst. Vandenhoeck & Ruprecht, Göttingen 2000, ISBN 978-3-525-59349-3.
- Paulus lesen und verstehen. Ein Leitfaden zur Biographie und Theologie des Apostels. Kohlhammer, Stuttgart 2003, ISBN 3-17-017817-2.
- Ein Mensch hatte zwei Söhne. Das Gleichnis vom verlorenen Sohn in Schule und Gemeinde. Vandenhoeck & Ruprecht, Göttingen 2003, ISBN 978-3-525-61552-2.
- Die Argumentation des Paulus in ethischen Herausforderungen. Vandenhoeck & Ruprecht, Göttingen 2004, ISBN 978-3-89971-164-6.
- Wie Jesus zum „Arier“ wurde. Auswirkungen der Entjudaisierung Christi im 19. und zu Beginn des 20. Jahrhunderts. Wissenschaftliche Buchgesellschaft, Darmstadt 2005, ISBN 3-534-18928-0.
- Der Lieblingsjünger. Das Geheimnis um Johannes. Evangelische Verlagsanstalt Leipzig, Leipzig 2007, ISBN 978-3-374-02444-5.

## Auszeichnungen
- 2013: Hessische Rettungsmedaille[3]